# Gudauta
Gudauta (abch. Гәдоуҭа, ros. Гудаута, gruz. გუდაუთა) – miasto w Abchazji, w rejonie Gudauta, położone na wybrzeżu Morza Czarnego. Abchaskie miasto-bohater. Trzecie co do wielkości miasto w Abchazji, które w 2011 roku liczyło 8514 mieszkańców.

## Historia
W XII-XIV wieku istniała tutaj włoska faktoria handlowa o nazwie Kawo-Debukso. Gudauta uzyskała prawa miejskie w 1870 roku. W czasach istnienia Związku Radzieckiego, na zachód od miasta, na lotnisku Bambor stacjonowały Radzieckie Siły Obrony Powietrznej. Podczas wojny w Abchazji w latach 1992-93 miasto było siedzibą separatystycznych władz Abchazji.

## Rosyjska baza wojskowa

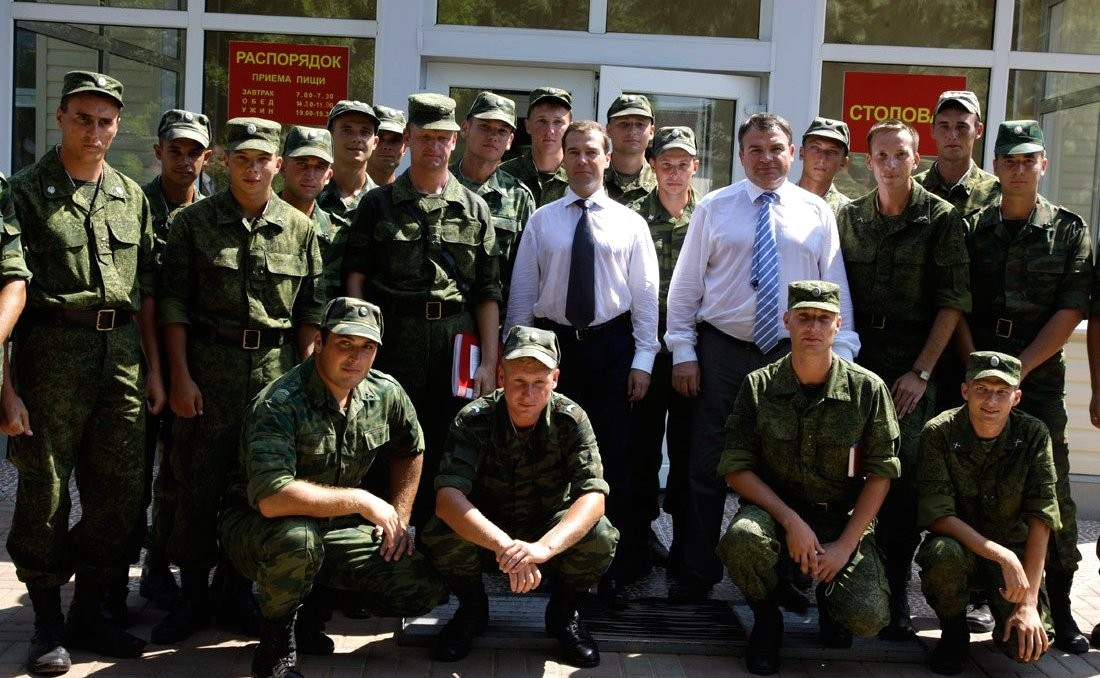
Dmitrij Miedwiediew podczas wizyty w 7 Rosyjskiej Bazie Wojskowej

Po upadku ZSRR, dawna radziecka baza lotnicza na lotnisku Bambor została przekształcona w 7 Rosyjską Bazę Wojskową i była jedną z czterech rosyjskich baz wojskowych w Gruzji (pozostałe mieściły się w Achalkalaki, Batumi i Waziani niedaleko Tbilisi). Na szczycie Organizacja Bezpieczeństwa i Współpracy w Europie (OBWE) w Stambule w 1999 roku, Rosja zgodziła się zamknąć wszystkie 4 bazy, w tym te w Waziani i Gudaucie do roku 2001. Po zmianie władzy na stanowisku prezydenta Rosji, władze rosyjskie zdecydowały, że baza w Gudaucie zostanie przekształcona w centrum treningowe i rehabilitacji dla rosyjskich sił pokojowych WNP stacjonujących w Abchazji. Sprawa baz stała się przedmiotem sporu między Gruzją i Rosją, bowiem Rosja nie wywiązywała się z terminów i przedłużała pobyt swych wojsk w Gruzji. Dopiero w listopadzie 2005 roku prezydenci Micheil Saakaszwili i Władimir Putin uzgodnili warunki zamknięcia wszystkich baz w Gruzji, jednak nie dotyczyło to bazy w Gudaucie. Po wojnie w Osetii Południowej w 2008 i uznaniu przez Rosję niepodległości Abchazji, obie strony podpisały umowę, a Rosja zagwarantowała bezpieczeństwo Abchazji, w związku z czym zdecydowała się na rozbudowę swojej bazy wojskowej w Gudaucie, która ma liczyć docelowo 3700 żołnierzy. Podczas swojej wizyty w Abchazji w sierpniu 2009, premier Władimir Putin ogłosił, że Rosja zainwestuje znaczne środki finansowe w rozbudowę bazy w Gudaucie, gdzie mają stacjonować m.in. czołgi T-62, lekkie pojazdy opancerzone, systemy obrony powietrznej S-300 i siły powietrzne. 17 lutego 2010 w Moskwie ministrowie obrony Rosji i Abchazji podpisali umowę o funkcjonowaniu rosyjskiej bazy wojskowej w Gudaucie. Zgodnie z nią, umowa ma obowiązywać przez 49 lat z możliwością dalszego jej przedłużenia. 8 sierpnia 2010, bazę w Gudaucie odwiedził prezydent Dmitrij Miedwiediew, gdzie wygłosił przemówienie z okazji drugiej rocznicy zakończenia rosyjskiej interwencji w Gruzji i uznania niepodległości Abchazji i Osetii Południowej.

## Klimat
W mieście panuje klimat ciepły umiarkowany. Opady deszczu są znaczące, występują nawet podczas suchych miesięcy. Klimat w mieście został sklasyfikowany jako Cfa zgodnie z systemem Köppena-Geigera. W mieście średnia roczna temperatura wynosi 14,6 °C, zaś średnioroczne opady to 1463 mm. Najsuchszym miesiącem jest maj z opadami na poziomie 92 mm, zaś największe opady występują w grudniu, ze średnią 154 mm. Różnica w opadach pomiędzy najsuchszym a najbardziej mokrym miesiącem wynosi 62 mm. Najcieplejszym miesiącem w roku jest sierpień ze średnią temperaturą 23,5 °C, z kolei najzimniejszym miesiącem jest styczeń ze średnią temperaturą 6,1 °C. Wahania roczne temperatur wynoszą 17,4 °C.

## Miasta partnerskie
- Kinieszma, Rosja